# Un giorno di regno
Un giorno di regno, ossia il finto Stanislao (Un dia de regnat, o el fals Estanislao) és una òpera en dos actes composta per Giuseppe Verdi amb llibret de Felice Romani, basada en la peça Le faux Stanislas d'Alexandre Vincent Pineux-Duval. Va ser estrenada en el Teatre alla Scala de Milà el 5 de setembre de 1840.
Un giorno di regno és la primera opera buffa que va assajar Verdi. Va ser un complet fracàs, al que va contribuir la seva pròpia tragèdia: la seva primera dona Margherita Barezzi va morir durant la composició de l'obra. Verdi no va tornar a intentar el gènere còmic fins al final de la seva carrera, amb Falstaff.

## Representacions
L'estrena al Teatre alla Scala de Milà, el 5 de setembre de 1840 sota la direcció del compositor.

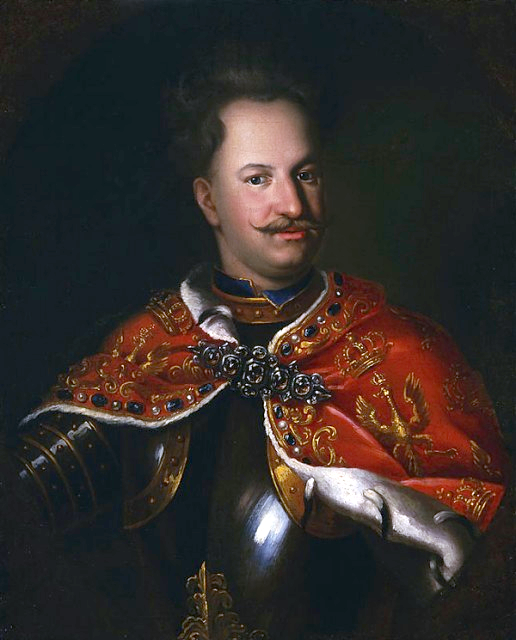
Estanislau I de Polònia

Va ser un complet fracàs, i va ser retirada del cartell la mateixa nit de l'estrena, amb la cancel·lació de les funcions que en restaven. Verdi, des del fossat, va percebre directament les reaccions del públic. Va reconèixer que el fracàs havia estat degut parcialment a la seua situació personal. Però també cal buscar la causa del fracàs als cantants, poc adequats per als papers que se'ls havien assignat. Verdi no compondrà una altra comèdia fins a les acaballes de la seua carrera, i caldrà esperar a Falstaff per veure el músic obtenir un èxit esplendorós amb una òpera còmica. No obstant, hi va haver d'altres representacions de l'òpera a Itàlia durant la vida de Verdi : Venècia el 1845, Roma el 1846 i Nàpols el 1859.
L'argument està inspirat en fets històrics. L'any 1709, el rei de Polònia Estanislau Leszczynski va perdre el tron en la batalla de Poltava contra els saxons, i va exiliar-se a França. Quan va morir Frederic August I de Saxònia l'any 1733, va tornar a Polònia, disfressat de cotxer per enfrontar-se per sorpresa als seus enemics. Mentrestant, un oficial francès anomenat Beaufleur es va fer passar per ell a França. La jugada d'Estanislau va tenir èxit, i així va poder recuperar el tron.

## Argument
Lloc: Bretanya, prop de Brest
Temps: 1733

### Acte I
Els criats i vassalls del Barone di Kelbar estan excitats davant el doble enllaç matrimonial que tindrà lloc al castell. D'una banda, el baró ha acordat una aliança política lliurant la mà de la seva filla Giulietta al signor La Rocca, el tresorer dels Estats de Bretanya, encara que en realitat la filla del baró preferiria casar-se amb el nebot del seu promès, Edoardo. D'altra banda, la neboda del Barone, la Marchesa del Poggio, també es veu forçada al matrimoni, en aquest cas amb el comte Ivrea, tot i estar enamorada del cavaller Belfiore, que mai ha gosat demanar la seva mà encara que el sentiment és mutu. Tots els convidats i presents al casament creuen que el rei Stanislao serà present a les celebracions, però en realitat serà Belfiore qui suplantarà la seva identitat, perquè el veritable monarca pugui tornar a Varsòvia d'incògnit.
Però quan Belfiore descobreix que és la seva amant, la Marchesa del Poggio, que va a contraure matrimoni, tem que aquesta pugui descobrir la seva veritable identitat. Llavors, en un moment de solitud, Belfiore intenta escriure una carta al rei demanant-li que la retiri de la missió. Però entra Edoardo, desesperat en veure la seva estimada a punt de contraure matrimoni amb un altre home, i li demana al fals monarca que l'accepti en la seva cort amb l'objectiu de poder allunyar-se de Brest i del desengany amorós. El "rei" accedeix i Edoardo és nomenat escuder. En aquest moment entra la Marchesa del Poggio, que reconeix en el fals rei la figura del seu amant, encara que decideix no revelar-ho i seguir endavant amb el matrimoni previst, posant a prova el fals rei en proclamar el seu amor pel comte, el seu promès.
Per la seva banda, Giulietta es lamenta en els jardins del castell davant el seu imminent casament amb el vell tresorer, encara que sent un indici d'esperança davant l'ajuda que el fals rei li ha ofert. Aquest se les enginya per poder planejar una trobada entre Giulietta i Edoardo portant a un lloc més apartat al comte Ivrea i al signor La Rocca, amb el pretext de mantenir una conversa sobre assumptes d'estat. La parella d'enamorats, al seu torn, demana ajuda a la Marchesa del Poggio, que es compromet també a fer el possible per salvar el seu amor.
Mentrestant, el fals rei fa una oferta a La Rocca que pretén ser enlluernadora per al tresorer: si aquest accepta rebutjar el contracte matrimonial amb Giulietta, el "rei" li oferirà a canvi la mà de la princesa Ineska i, a més, li proporciona un ministeri. Evidentment, La Rocca accepta el canvi, ofenent al Barone, qui el repta a duel. Però la Marchesa, al seu torn, aprofita per fer una altra proposta: que Giulietta es casi amb el nebot de la Rocca. Al Barone no li acaba de convèncer la proposta de la Marchesa, per tant, serà finalment el fals rei de Polònia el que ordeni el que s'ha de fer perquè tots quedin satisfets.

### Acte II
Els criats comenten l'estupefacció que ha suscitat l'anul·lació del casament. Entren Belfiore, el tresorer, i Giulietta, discutint sobre les raons per les quals el Barone s'oposa al matrimoni de la seva filla amb Edoardo. Giulietta es lamenta que el principal motiu que li desagrada al seu pare és la situació econòmica del nebot de la Rocca, davant la qual cosa, el "rei" ordena al tresorer que lliuri al seu nebot un castell en propietat i una renda anual.
En una altra estada del castell tenen per fi la seva trobada el fals rei i la Marchesa. Belfiore insisteix a seguir fingint la seva identitat, i ella, enfadada, li anuncia que pensa seguir endavant amb el matrimoni amb el comte Ivrea, llevat que aparegui immediatament el "cavaller de Belfiore".
Per la seva banda, Giulietta està contenta per com s'estan desenvolupant els esdeveniments, encara que també tem que Edoardo s'hagi separar d'ella per partir amb el fingit rei, donada la seva qualitat d'escuder. Mentrestant, als jardins del castell, el Barone di Kelbar dona la benvinguda al comte Ivrea, i la Marchesa, presumint de la seva astúcia, li demana que retardi el casament una hora, ja que li agradaria que Belfiore fos present a l'enllaç. El fals rei anuncia llavors que no hi haurà casament, ja que té una missió urgent i secreta per encomanar-li al comte Ivrea, que ha de partir immediatament.
En aquest moment, arriba una carta per Belfiore procedent de Varsòvia, en la qual s'anuncia que el veritable rei Estanislau ha aconseguit entrar a Varsòvia i ha estat reconegut com a sobirà pel parlament. La missió de Belfiore queda llavors complerta amb èxit, i aquest ja pot recuperar la seva veritable identitat. Com a recompensa, el rei Estanislau nomena mariscal a Belfiore.
Però abans d'abandonar el seu paper de rei, Belfiore ordena que Giulietta i Edoardo que es casin, i, obtingut el consentiment del Barone di Kelbar, llegeix en veu alta la carta que acaba d'arribar. Ja no hi ha cap motiu per seguir fingint la seva identitat i revela el seu veritable rang, així com el seu amor per la marquesa, de la qual demana la seva mà en matrimoni. L'òpera finalitza igualment amb la celebració de dos matrimonis, però, aquest cop, consentits i feliços.